# André Desvallées
André Desvallées (Mancha, 1931 – 5 de junio de 2024) fue un destacado museólogo francés y Conservador General Honorario del Patrimonio. Además de sus actividades, Desvallées ocupó diversos cargos en asociaciones de patrimonio e investigación, incluyendo la Sociedad de Historia de Nanterre, la Sociedad Francesa de Etnología, la Asociación General de Museos y Coleccionistas Públicos, y la Federación Francesa de Amigos de los Molinos de Viento, entre otras.
Desde 1978, comenzó a enseñar en la École du Louvre, donde impartió cursos sobre patrimonio técnico e industrial, museología en la naturaleza y lenguaje de las exposiciones.

## Puntos de vista sobre la museología
Desvallées se convirtió en miembro del Consejo Internacional de Museos (ICOM) en 1966 y fue miembro del Comité Francés desde 1981 hasta 1995. Esta asociación profesional internacional está estructurada en comités nacionales e internacionales, divididos por temas de investigación e intereses diversos. Desvallées se unió al Comité Internacional de Museología (ICOFOM) en 1980, tres años después de su fundación. Fue secretario de ICOFOM desde 1980 hasta 1983, cuando se convirtió en Vicepresidente. Ocupó este cargo hasta 1998. En 2001 fue nombrado asesor permanente y en 2007 se convirtió en responsable del comité editorial de la serie de estudios de ICOFOM (ISS). En ese momento, también se unió al consejo editorial de la revista científica Publics et Musées, actualmente Culture et Musées. Su fama se extendió internacionalmente y fue invitado regularmente a dar conferencias en el extranjero.
Según Bernard Deloche, algunos principios característicos estructuran el pensamiento de Desvallées: lo vernáculo, propio de un país, nación o región; la técnica, o la valoración cotidiana y utilitaria que se encuentra en todos los museos con los que colabora; la relación con el objeto y la necesidad de pensar desde su contexto; una visión concreta del público, que se impone sobre las colecciones; y finalmente, la prioridad dada al otro y a la diferencia. Estos principios están relacionados con el enfoque etnológico que implementa a través de las exposiciones que desarrolló y los numerosos artículos que escribió a lo largo de su carrera.

## Nueva Museología
Estrechamente ligada al desarrollo de nuevas formas experimentales de museos, y respaldada por Georges Henri Rivière y Hugues de Varine Bohan, director de ICOM, Desvallées gestionó en Musées des France un fondo para apoyar estas nuevas experiencias, como el Écomusée du Creusot Montceau-les-Mines, que obtuvo reconocimiento internacional. Para discutir estas experiencias, Desvallées utilizó por primera vez en 1981 el término "Nueva Museología" en un artículo para la Enciclopedia Universalis. Este concepto fue ampliamente utilizado por todos los profesionales que se reconocieron a través de estas nuevas experiencias, con el objetivo de colocar al hombre en el centro del museo como un aparato, relegando la colección y enfatizando el compromiso del trabajo museístico en favor de la sociedad y su desarrollo. Así fue como se fundó en 1982 la Nueva Museología y Experimentación Social (MNES) y en 1984, el Movimiento Internacional para la Nueva Museología (MINOM), por Pierre Mayrand, del cual Desvallées fue uno de los miembros fundadores.
Desvallées publicó numerosos artículos sobre la Nueva Museología y los ecomuseos, pero el punto culminante es la antología Vagues: une anthologie de la nouvelle muséologie, que escribió entre 1992 y 1994, con la colaboración de Marie-Odile de Bary y François Wasserman, una de las referencias más citadas en la publicación.

## Desarrollo de la Museología
La Nueva Museología representa un momento importante en la historia del campo museístico, en el cual Desvallées tuvo un largo recorrido que abarca su historia, su teoría y su definición de los conceptos que la guían. Fue durante la concepción de la galería cultural MNATP que se interesó progresivamente por los conceptos teóricos subyacentes a la práctica museográfica. Fuertemente influenciado por Duncan Cameron, especialmente por su artículo Un point de vue, le musée comme système de communication, utiliza los principios de la lógica comunicacional para diseñar con Rivière la museografía de las galerías del MNATP. Es en este contexto que desarrolla el concepto de "expôt" para traducir el término "exhibit" utilizado por Cameron para definir la unidad material en una exposición. También dentro de este contexto de investigación, vinculado a los ecomuseos, Desvallées implementa en las galerías la presentación de unidades ecológicas concebidas por Rivière, un "modelo que restaura objetos" (real things - vraie chose) en su nuevo contexto.
Su trabajo en la definición de conceptos (incluyendo todo el vocabulario expositivo) y un detallado estudio de la historia de la institución museística, lo llevaron, en 1993, a emprender la redacción de un tesauro de museología dentro de ICOFOM, para el cual publicó varios artículos preparatorios. Fue invitado por François Mairesse en 2000 a escribir un primer conjunto de textos y en 2007 publicaron el libro Vers une redéfinition du musée? En 2010 escribieron juntos Les concepts clés de la muséologie (Conceptos clave de la Museología), posteriormente traducido a una docena de idiomas. En 2011, publicaron el Dictionnaire encyclopédique de muséologie.

## Expografía
Entre los términos creados y conceptualizados por Desvallées para el campo museológico, destaca la "expografía". En 1993, en el *Manuel de Muséographie: petit guide à l'usage des in responsables de musée* (Manual de Museografía: guía práctica para los gestores de museos), él crea un complemento al término "museografía", segmentando la especialización del profesional responsable del museo, presentando el término Expografía: exhibition + description (POLO, 2006, p. 11). La expografía se convierte en la técnica de "writing the exhibition" (BAUER, 2014) y depende de la investigación y la conceptualización para comunicar un mensaje y establecer un vínculo con el público.
Se diferencia de la escenografía, que se centra en la forma de las exposiciones, al enfocarse tanto en la forma como en el contenido. Dado que la museografía comprende todo el conjunto de prácticas museísticas, la expografía, de manera simplificada, se refiere al conjunto específico de técnicas desarrolladas para diseñar y ejecutar una exposición museológica.

## Autores influenciados
Además de sus contribuciones al proyecto de Terminología en ICOFOM, André Desvallées influyó en toda una generación de profesionales centrados en las prácticas de los ecomuseos en Francia y en el campo más amplio de la (nueva) museología. Cofundó la asociación Muséologie nouvelle et expérimentation sociale (MNES), que incluyó a destacados museólogos como Marie-Odile de Bary, Françoise Wasserman, Alexandre Delarge, Sylvie Douce de la Salles y Joëlle Le Marec.

## Obras principales
- Desvallées A. y Lecotte R., *Métiers de traditions*. París, Braun-Crédit Lyonnais, 1966, 188 p.
- Chapelot J. y Desvallées A., *Potiers de Saintonge*. Catálogo de la exposición del Museo Nacional de Artes y Tradiciones Populares. París, Rmn, 1973.
- Desvallées A., *Musée national des Arts et traditions populaires. Petits guides des grands musées*. París, Rmn, 1975, 19 p.
- Desvallées A. y Rivière G. H., *Arts populaires des Pays de France, t.1: Matières, techniques et formes*. París, J. Cuénot, 1975, 207 p.
- Desvallées A., *L'Aubrac, tome 6.1, Ethnologie contemporaine, IV, Technique et langage*. Les Burons, p. 15-18: "Introduction générale", p. 25-308, ill.: Estivage bovin et fabrication du fromage sur la montagne. París, CNRS, 1979.
- Desvallées A., *Contribution au Projet de développement des musées*. Rennes, MHS et MNES, 1991, 34 p.
- Desvallées A., de Bary M.-O., Wasserman, *Vagues, une anthologie de la nouvelle muséologie*. Mâcon et Savigny-le-Temple, W et Mnes, 2 vols.: t.1, 1992, 533 p., t.2, 1994, 275 p.
- Mairesse F., Desvallées A., *Vers une redéfinition du musée*. París, L’Harmattan, 2007, 227 p.
- Desvallées A., *Quai Branly: un miroir aux alouettes? À propos d’ethnographie et d’« arts premiers »*. París, L’Harmattan, 2008, 198 p.
- Davis Ann, Mairesse François, Desvallées André, 2010, *What is a Museum?*, Munich, Verlag D.C. Müller-Straten, 218 p.
- Desvallées André, Mairesse François (dir.), 2010, *Concepts clés de muséologie*. París, Armand Colin et ICOM, 87 p. Disponible en el sitio web de ICOM (www.icom.museum)
- Desvallées A., Mairesse F., *Dictionnaire encyclopédique de muséologie*. París, Armand Colin, 2011, 723 p.